# Pucciniosira mitragynae
Pucciniosira mitragynae är en svampart som först beskrevs av Dietel, och fick sitt nu gällande namn av Dietel ex P. Syd. & Syd. 1915. Pucciniosira mitragynae ingår i släktet Pucciniosira och familjen Pucciniosiraceae.   Inga underarter finns listade i Catalogue of Life.